# Origny-Sainte-Benoite
Origny-Sainte-Benoite – miejscowość i gmina we Francji, w regionie Hauts-de-France, w departamencie Aisne.
Według danych na styczeń 2014 roku gminę zamieszkiwały 1734 osoby, a gęstość zaludnienia wynosiła 74,2 osób/km².